# TV Tokyo
TV TOKYO Corporation (株式会社テレビ東京, Kabushiki Gaisha Terebi Tōkyō) és un canal de televisió que transmet des de la ciutat de Tòquio (Japó). És també coneguda com a "Teleto" (テレ東). És la cadena principal de TXN (TX Network). El seu principal propietari és Nihon Keizai Shimbun. TV Tokyo és actualment la més petita de les grans cadenes televisives de Tokyo i és especialment coneguda per especialitzar-se amb l'anime.

## Història
La cadena va començar a transmetre el 12 d'abril de 1964. L'1 de juliol de 1968, i va ser anomenada "Tokyo Channel 12 Production, Ltd." (株式会社東京12チャンネルプロダクション, kabushiki kaisha Tōkyō 12 channeru purodakushon). El 1973 va ser reanomenada "Tokyo Channel 12, Ltd." (株式会社東京12チャンネル, Kabushiki Kaisha Tōkyō 12 Channeru); i el 1981 a "Television Tokyo Channel 12, Ltd." (株式会社テレビ東京, kabushikigaisha terebi tōkyō). En el 1983, es va crear una xarxa anomenada "Mega TON Network" (メガTONネットワーク, mega TON nettowāku) amb TV Osaka i TV Aichi. El desembre de 1985, les oficines principals es van mobilitzar de Shibakoen a Toranomon. El 25 de gener de 2003, el nom va canviar a "TV TOKYO Corporation".

## Programes

### Notícies i Informació
- TXN News
- Morning Satellite
- TXN News eye
- World Business Satellite
- Ladies4

### Anime
- .hack//SIGN (2002-2003)
- The Adventures of Alfred J. Quack (1989-1990)
- Adventures of Little El Cid (1983-1984)
- Azumanga Daioh
- Aka-chan to Boku (Baby and Me)
- Air Gear
- Amdriver
- Aqua Kids
- Asagiri no Miko
- Bastof Lemon
- Baka to Test to Shōkanjū
- Battle Athletes
- Bedaman (Battle B-Daman)
- Beyblade
- Bleach
- Blue Seed
- Bomberman Jetters
- Bouken Oh Beet (Beet the Vandel Buster)
- Cowboy Bebop
- Croquette!
- Cyborg 009
- Dan Doh!
- El Cazador de la Bruja
- Excel Saga
- F-Zero
- Final Fantasy
- Flint, The Time Detective
- Forutsa! Hidemaru
- Fruits Basket
- Gagcro
- Gokudo
- Grappler Baki TV
- Hikaru no Go
- Infinite Ryvius
- Jubei-chan
- Kenran Butousai: The Mars Daybreak
- King of the Classroom, Yamazaki (1997-1998)
- Love Hina
- Mahoraba
- Madlax
- Maria-sama ga Miteru
- Martian Successor Nadesico
- Medarot (Medabots)
- Mirmo!
- Naruto
- Naruto Shippuden
- Negima
- Neon Genesis Evangelion
- Noir
- Norisuta
- Papuwa
- Pluster
- Pocket Monsters (Pokémon) (1997)
- Popol Crois
- Portriss
- Revolutionary Girl Utena
- Rockman EXE (Megaman NT Warrior)
- Rockman EXE Axess (Megaman NT Axess)
- Rockman EXE Stream
- Saiyuki
- Saiyuki: Reload
- Samurai Deeper Kyo
- Sargento Keroro
- SD Gundamforce
- Shaman King
- Shurato
- Slayers
- So-Nanda
- Sonic X (b. 2002)
- Sorcerer Hunters
- Steam Detectives
- Syuratoki
- Tantei Gakuen Q
- Tenchi Muyo!
- The Prince of Tennis
- Tokyo Mew Mew (Mew Mew Power)
- Tokyo Pig
- Totally Spies (no anime)
- Tottoko Hamutaro (Hamtaro)
- The Transformers
- Transformers Armada
- Transformers Energon
- Ultimate M.U.S.C.L.E.
- The Vision of Escaflowne
- Wedding Peach
- Yaiba (1993-1994)
- Yu-Gi-Oh!
- Yu-Gi-Oh! Duel Monsters GX (Yu-Gi-Oh! GX)
- Zenki
- Zettai Muteku Raijin-Oh (Raijin-Oh)
- Zukkoke

### Variats
- Hello! Morning
- Kaiun nandemo kanteidan!
- Winnie the Pooh
- Dora, l'exploradora